# Parkuj i Jedź w Warszawie

Parkingi P+R w Warszawie

Parkuj i Jedź w Warszawie – system parkingów strategicznych „parkuj i jedź” zlokalizowany w Warszawie. Był on rozważany od 1995, w 1999 pojawiły się pierwsze ustalenia go dotyczące, a w 2004 rozpoczęto przygotowania do realizacji projektu. Rok później na drodze przetargów wybrano wykonawców pierwszych trzech obiektów, których budowę rozpoczęto w 2006. Ostatecznie system został uruchomiony w 2007.
W 2022 roku w skład systemu wchodziło 16 parkingów z 4,6 tys. miejsc postojowych dla samochodów i prawie tysiącem dla rowerów. Obiekty ulokowane są przy węzłach komunikacyjnych w peryferyjnych dzielnicach miasta i po zostawieniu na nich pojazdu pozwalają na kontynuację podróży środkami komunikacji miejskiej.
Zarządcą obiektów jest Zarząd Transportu Miejskiego w Warszawie.

## Historia

### Plany i przygotowania do realizacji projektu
W 1995 uchwalona została „Polityka transportowa dla m.st. Warszawy”, w której system parkingów strategicznych Parkuj i Jedź uznano za jedno z narzędzi do ograniczenia ruchu samochodów osobowych w centrum miasta przy priorytecie dla transportu publicznego. 25 października 1999 Rada m.st. Warszawy przyjęła uchwałę nr XVI/145/99 w sprawie ustaleń wiążących warszawskie gminy przy sporządzaniu miejscowych planów zagospodarowania przestrzennego w zakresie ustaleń dla systemu parkingów strategicznych P+R. W dokumencie samorządy zobowiązano do uwzględnienia w planach miejsc, w których mogłyby powstać parkingi przesiadkowe, a następnie miejsca te określono w „Planie Zagospodarowania m.st. Warszawy”. 15 marca 2002, wraz ze zmianą ustroju Warszawy polegającą na przekształceniu warszawskich gmin w dzielnice, dokument zmienił nazwę na „Studium uwarunkowań i kierunków zagospodarowania przestrzennego m.st. Warszawy”. Wytypowano w nim 30 lokalizacji dla parkingów, a także m.in. zapisano informacje o zagospodarowaniu poszczególnych działek i ich stanie prawnym.
W czerwcu 2004 ówczesny zastępca prezydenta Warszawy Sławomir Skrzypek zdecydował, że realizacją przedsięwzięcia Budowa parkingów strategicznych „Parkuj i Jedź” (Park & Ride), a po jej zakończeniu również eksploatacją obiektów, będzie zajmować się Zarząd Transportu Miejskiego. Po tych ustaleniach podmiot rozpoczął przygotowania i zdecydował, że w I etapie inwestycji zostaną wybudowane cztery parkingi: Metro Młociny, Metro Marymont, Metro Wilanowska i Połczyńska. W związku z rozpoczęciem budowy odcinka bielańskiego linii M1 warszawskiego metra oraz planami wybudowania przy stacji końcowej Młociny węzła przesiadkowego, wykonanie parkingu Metro Młociny powierzono Metru Warszawskiemu.

### Budowa pierwszych parkingów i inauguracja systemu

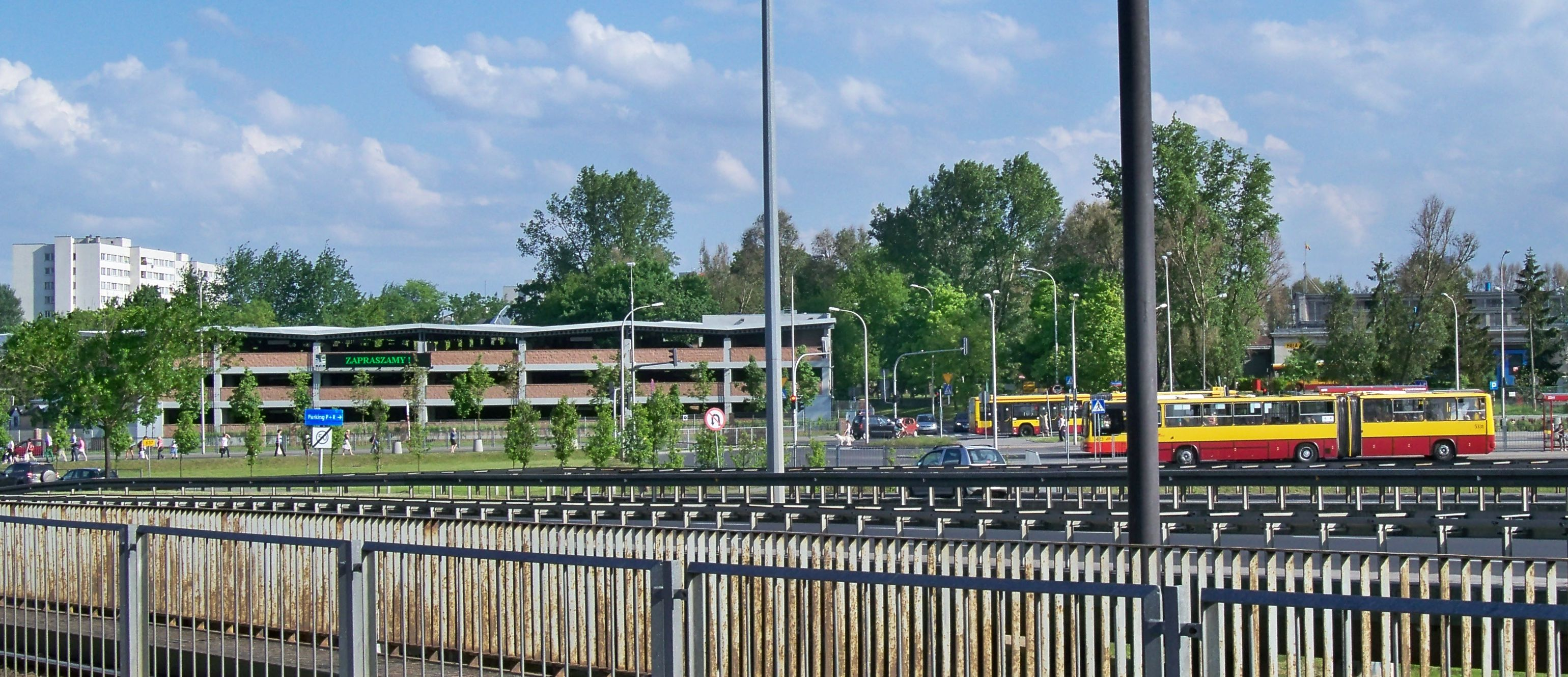
P+R Metro Marymont – pierwszy obiekt tego typu w Polsce powstały w 2007

Dla trzech parkingów I etapu inwestycji wybrano formułę „zaprojektuj i wybuduj”, w której do zadań zwycięzcy przetargu miały należeć zaprojektowanie parkingu, uzyskanie pozwolenia na budowę obiektu oraz jego wykonanie. Niespełna rok po decyzji o realizacji zadania ogłoszono pierwsze trzy przetargi. Ze względu na zbyt wysokie ceny oferentów unieważnione zostało postępowanie dotyczące parkingu Połczyńska. Drugi przetarg ogłoszony w połowie maja 2005 również zakończył się unieważnieniem i dopiero trzeci konkurs ogłoszony w lipcu 2005 wyłonił wykonawcę obiektu.
W maju 2005 podpisano umowę z przedsiębiorstwem Mostostal Warszawa na realizację parkingu Metro Wilanowska, w czerwcu umowę z PeBeKa Lubin na budowę parkingu Metro Marymont, a we wrześniu zawarto umowę z konsorcjum składającym się z Przedsiębiorstwa Robót Inżynieryjnych Budownictwa z Warszawy i przedsiębiorstwa Azet na parking Połczyńska. Budowę trzech obiektów rozpoczęto w 2006. 18 maja 2006 uchwałą Rady Warszawy do statutu ZTM wprowadzono realizację zadań związanych z zarządzaniem i eksploatacją parkingów P+R.
11 kwietnia 2007 miało miejsce uroczyste otwarcie parkingu P+R Metro Marymont. Był to pierwszy tego typu obiekt w Warszawie i w Polsce. 23 maja 2007 jako drugi został uruchomiony parking P+R Połczyńska. Przez pierwsze miesiące funkcjonowania systemu korzystanie z parkingów było darmowe. Regulamin wprowadzający opłaty za parkowanie wszedł w życie na początku września 2007.
2 stycznia 2008 uruchomiono trzeci parking P+R Wilanowska, a 25 października 2008 ostatni parking I etapu – Metro Młociny. Dwa lata później obiekt ten został rozbudowany o parking Metro Młociny. Obydwie inwestycje na Młocinach otrzymały częściową refundację w ramach dofinansowania budowy bielańskiego odcinka linii metra M1.

### Rozbudowa systemu

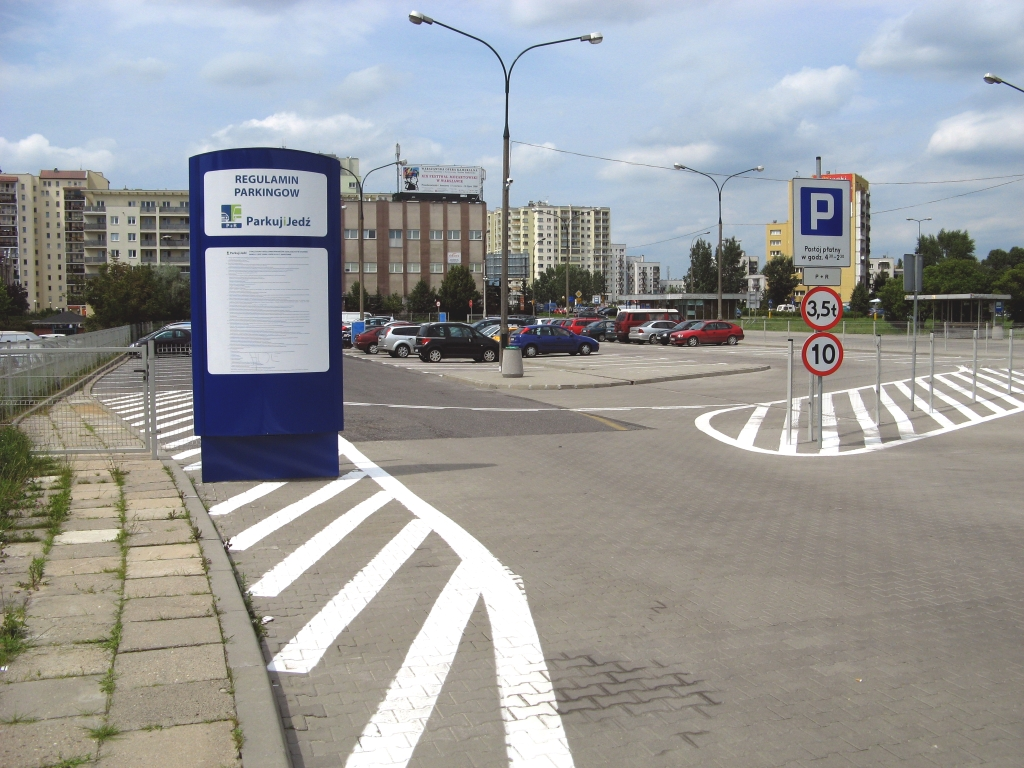
P+R Metro Stokłosy w 2009

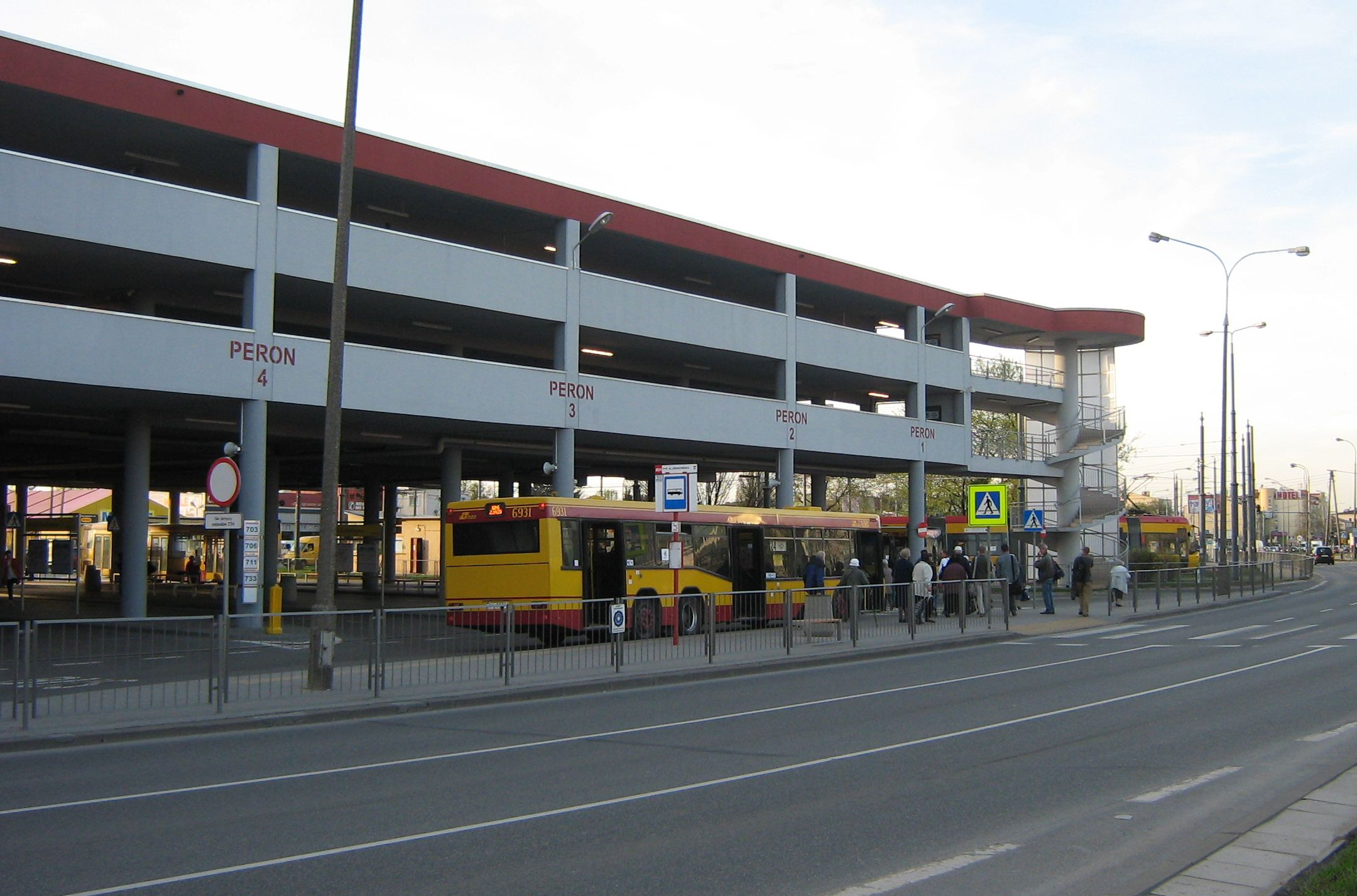
P+R Aleja Krakowska otwarty w 2011

W latach 2006–2007, przed oddaniem do użytku pierwszego parkingu przy stacji metra Marymont, ZTM rozpoczął prace przygotowawcze do II etapu budowy systemu. Z lokalizacji zapisanych w „Studium uwarunkowań i kierunków zagospodarowania przestrzennego m.st. Warszawy” z 2002, które zweryfikowano pod kątem usytuowania, optymalnej liczby miejsc oraz możliwości przesiadki do środków transportu zbiorowego, wstępnie wytypowano 8 lokalizacji: Aleja Krakowska, Metro Kabaty, Metro Ursynów, Górczewska, Rembertów SKM, Wawer SKM, Falenica SKM i Żerań PKP. W lipcu 2006 ZTM otrzymał analizę budowy i wielkości nowych obiektów w wybranych miejscach wykonaną w ramach pracy doktorskiej przez Andrzeja Szaratę z Politechniki Krakowskiej. W trakcie przygotowań uzyskano również decyzje o Lokalizacji Inwestycji Celu Publicznego dla większości parkingów, jednak procedury związane z wydawaniem decyzji trwały aż do 2011 ze względu na protesty mieszkańców Falenicy i osiedla Górczewska, przeciągające się procedury administracyjne w przypadku parkingu Aleja Krakowska oraz brak prawa do dysponowania terenem należącym do PKP w przypadku parkingu Żerań PKP. By nie opóźniać realizacji projektu, ZTM wytypował dodatkowe 3 lokalizacje: Ursus Niedźwiadek, Metro Stokłosy i Wesoła SKM.
22 czerwca 2009 władze Warszawy podpisały z władzami województwa mazowieckiego umowę w sprawie unijnego dofinansowania budowy 8 obiektów P+R. W chwili podpisania dokumentu obejmowała ona 4 parkingi istniejące (Metro Marymont, Metro Wilanowska, Anin SKM i Metro Ursynów), 1 wybudowany i gotowy do uruchomienia (Aleja Krakowska), 2 budowane (Wawer SKM i Ursus Niedźwiadek) oraz 1 projektowany (Rembertów SKM).
Realizacja planowanych parkingów Rembertów SKM i Wesoła SKM oddalała się w czasie. Przeciw budowie parkingu przy stacji kolejowej Warszawa Rembertów protestowali mieszkańcy. Ponadto terenu, na którym miałby powstać obiekt, nie chciał opuścić poprzedni najemca, z którym PKP jako właściciel rozwiązało umowę najmu. Skierowanie tej sprawy do sądu wstrzymało zakup terenu przez miasto. Co więcej, zlokalizowanie obiektu po drugiej stronie torów skutkowałoby korzystniejszym dojazdem do niego z Rembertowa, Wesołej, Zielonki, Ząbek, Kobyłki i Sulejówka, jednak terenu tego również nie udało się pozyskać od kolei. Przez obszar, na którym miałby powstać parking Wesoła SKM natomiast, według decyzji środowiskowej o rozbudowie Warszawskiego Węzła Komunikacyjnego, miał przebiegać jeden z dwóch dodatkowych torów dobudowanych na linii kolejowej biegnącej przez przystanek Warszawa Wesoła. W przyszłości skutkowałoby to koniecznością rozebrania obiektu, dlatego ZTM rozwiązał umowę z projektantem parkingu. W związku z powyższym pod koniec 2012 zdecydowano, że zamiast realizacji dwóch wymienionych parkingów zostanie powiększony istniejący obiekt P+R Metro Stokłosy.
Ostatecznie budowę 6 parkingów w ramach II etapu zakończono 1 kwietnia 2015 wraz z otwarciem po rozbudowie parkingu Metro Stokłosy. W etapie tym powstały obiekty: Metro Stokłosy, Anin SKM, Metro Ursynów, Aleja Krakowska, Wawer SKM, Ursus Niedźwiadek. Dofinansowanie uzyskane na mocy umowy z 2009 objęło: Metro Marymont i Metro Wilanowska z I etapu oraz Anin SKM, Metro Ursynów, Aleja Krakowska, Wawer SKM i Ursus Niedźwiadek z II etapu, a także rozbudowę obiektu Metro Stokłosy.
Pod koniec 2016 P+R Aleja Krakowska, jako pierwszy parking w warszawskim systemie P+R, otrzymał niebiesko-zielone neony w miejscu dotychczasowych napisów. Wówczas zapowiedziano, że w 2017 podobne rozwiązania zostaną zamontowane także na pozostałych wielopoziomowych parkingach P+R.
W połowie stycznia 2017 ZTM podpisał umowę na zaprojektowanie i realizację parkingu P+R Metro Młociny III.

### Parkingi wynajmowane

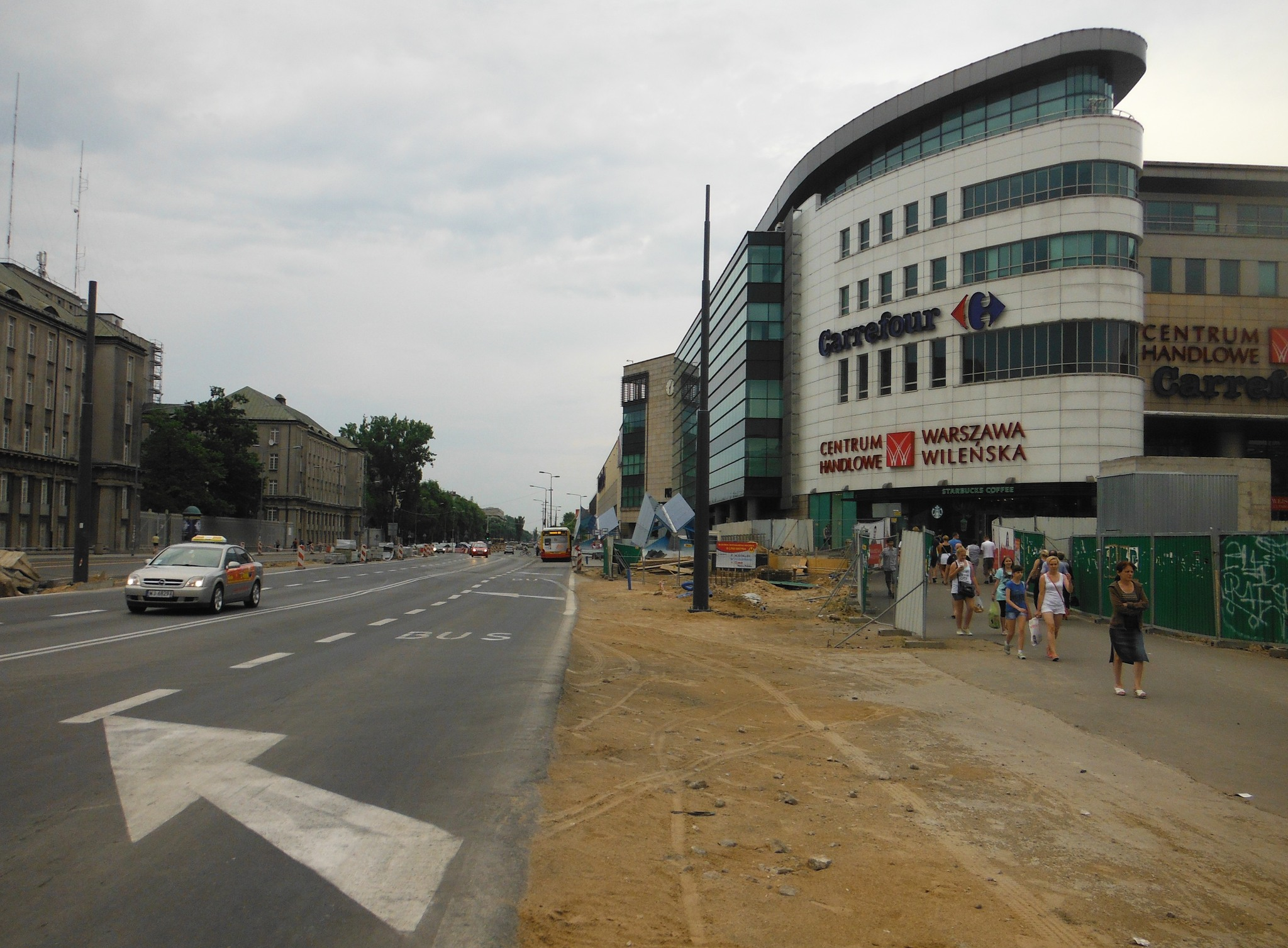
CH Wileńska w trakcie budowy metra

15 października 2011, po rozpoczęciu budowy stacji metra Dworzec Wileński, w Centrum Handlowym Wileńska uruchomiono parking P+R CH Wileńska. Obiekt zlokalizowany na poziomie -1 parkingu centrum handlowego miał 265 miejsc dla samochodów osobowych, w tym 5 dla kierowców niepełnosprawnych, a także 5 miejsc na rowery. Początkowo parking miał być czynny do końca 2014, gdyż wprowadzono wtedy docelową organizację ruchu. Ostatecznie ze względu na przedłużające się odbiory centralnego odcinka linii metra M2 funkcjonowanie obiektu przedłużono najpierw do 14 lutego 2015, a następnie do końca marca.
W lutym 2012 ZTM Warszawa uruchomił 13. wówczas parking w systemie nazwany P+R Metro Imielin. Obiekt został usytuowany na tyłach Multikina zlokalizowanego w pobliżu stacji metra Imielin i przed rozpoczęciem eksploatacji wyremontowany przez właściciela. Został on jednak wyłączony z systemu P+R dnia 1 stycznia 2021 roku.
15 lutego 2015, w związku z pożarem mostu Łazienkowskiego, operator Stadionu Narodowego uruchomił na jego błoniach tymczasowy parking P+R Stadion Narodowy. Obiekt zlokalizowano na terenie pomiędzy al. Zieleniecką, a stacją Warszawa Stadion. Na jego terenie znalazło się 1500 miejsc parkingowych, a za korzystanie z nich nie pobierano opłat. Niedługo potem parking ograniczono do 110 miejsc przy nasypie kolejowym, a miejsca do nich przyległe można było wykorzystywać w przypadku zajęcia wszystkich miejsc podstawowych. Pod koniec 2015 nazwę parkingu zmieniono na P+R Warszawa Stadion.

### Parkingi tymczasowe podczas Euro 2012
30 stycznia 2012 otwarto pierwszy parking P+R z myślą o nadchodzącym wówczas Euro 2012. Obiekt zlokalizowany przy ul. Jagiellońskiej początkowo mógł pomieścić 100 samochodów osobowych, w tym 4 prowadzone przez osoby niepełnosprawne i służył dojeżdżającym z północnej części miasta. Zakładano jednak, że będzie to największy parking tymczasowy podczas mistrzostw otwarty przez cały czas trwania rozgrywek, gdyż istniała możliwość szybkiego powiększenia obiektu do 700 miejsc, a docelowo miał on liczyć 7000 miejsc.
W czerwcu 2012 w dni meczowe ZTM uruchamiał 11 tymczasowych parkingów P+R, z których 2 były przeznaczone wyłącznie dla autokarów. Ponadto w wybranych godzinach przed rozpoczęciem i po zakończeniu rozgrywek na trasach łączących te parkingi ze stadionem jeździły autobusy specjalnych linii z literą P w oznaczeniu.
| Parking | Lokalizacja                        | Liczba miejsc | Liczba miejsc          | Linie dowozowe           |               |   |                       |               |
| ------- | ---------------------------------- | ------------- | ---------------------- | ------------------------ | ------------- | - | --------------------- | ------------- |
| Parking | Lokalizacja                        | P1            | ul. Jagiellońska 71-79 | Linie dowozowe           | 3800          | 0 | P-1 (pętla), P-5, P-6 | [ 21 ] [ 22 ] |
| P2      | ul. Jagiellońska 69                | 670           | 0                      | P-1 (pętla), P-5, P-6    | [ 21 ] [ 23 ] |   |                       |               |
| P3      | ul. Jagiellońska 88                | 760           | 0                      | P-1 (pętla), P-5, P-6    | [ 21 ] [ 24 ] |   |                       |               |
| P4      | ul. Jagiellońska                   | 0             | ?                      | P-1 (pętla), P-5, P-6    | [ 21 ]        |   |                       |               |
| P5      | ul. Marywilska 44                  | 2000          | 0                      | P-5 (pętla)              | [ 21 ] [ 25 ] |   |                       |               |
| P6      | ul. Wóycickiego 14                 | 500           | 0                      | P-6 (pętla)              | [ 21 ] [ 26 ] |   |                       |               |
| P7      | ul. Poznańska 98, Bronisze         | 1700          | 0                      | P-7 (pętla)              | [ 21 ] [ 27 ] |   |                       |               |
| P8      | Al. Jerozolimskie 179              | 470           | 0                      | P-8 (przystanek końcowy) | [ 21 ] [ 28 ] |   |                       |               |
| P9      | Puławska 266                       | 2600          | 0                      | P-9 (pętla)              | [ 21 ] [ 29 ] |   |                       |               |
| P10     | ul. 1 Praskiego Pułku 89           | 2600          | 0                      | P-10 (pętla)             | [ 21 ] [ 30 ] |   |                       |               |
| P11     | ul. Wydawnicza / ul. Szpotańskiego | 0             | ?                      | P-10                     | [ 21 ]        |   |                       |               |

## Plany

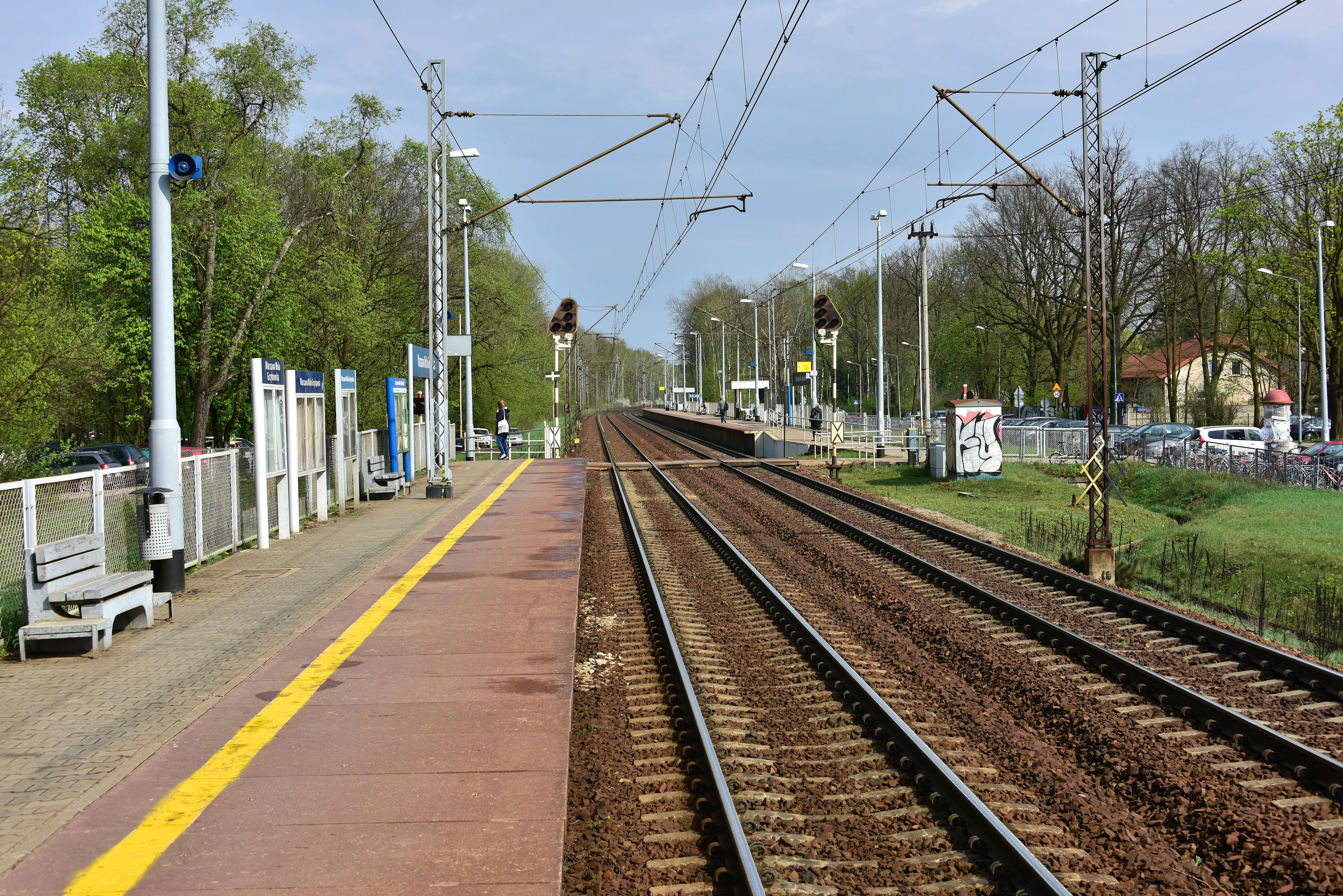
Przystanek w Woli Grzybowskiej, w okolicach którego miałby powstać parking P+R

Przygotowania do III etapu rozwoju systemu P+R w Warszawie rozpoczęto podczas realizacji etapu II.
Na początku 2011 planowano, że etap III zostanie zrealizowany w latach 2014–2018 i w jego skład wejdzie 8 parkingów o łącznej liczbie miejsc parkingowych wynoszącej ponad 2000: Winnica, Jeziorki, Kabaty, Falenica, Żerań, Górczewska, Dawidy i Aleje Jerozolimskie.
Pod koniec 2012, gdy zrezygnowano z realizacji parkingów Rembertów SKM i Wesoła SKM, ZTM brał pod uwagę trzy lokalizacje obiektów przy przystankach kolejowych: na terenie Białołęki przy przystankach Warszawa Żerań i Warszawa Płudy oraz na Ursynowie przy przystanku Warszawa Jeziorki.
Na początku 2015 w ramach III etapu planowano wybudowanie obiektów: Żerań PKP, Płudy, Jeziorki, Wola Grzybowska oraz ponownie Rembertów i Wesoła. Ponadto istniała wówczas koncepcja, by w ramach osobnego zadania wykonać parking w rejonie skrzyżowania ul. Światowida z ul. Modlińską na Białołęce. W połowie września 2015 miasto nabyło grunt pod budowę tego parkingu.
W lipcu 2020 podpisano umowę na zaprojektowanie i budowę parkingu przy stacji Warszawa Jeziorki. Parking oddano do użytkowania w listopadzie 2022 roku.

## Cele
Projekt ma na celu:
- zmniejszenie wielkości ruchu samochodowego w centrum oraz na trasach dojazdowych do centrum Warszawy,
- zmniejszenie inwestycji drogowych i parkingowych w centrum oraz potrzeb dotyczących powierzchni komunikacyjnych,
- zmniejszenie negatywnych oddziaływań indywidualnego ruchu drogowego na zabudowę miejską i środowisko, emisji spalin i hałasu,
- zwiększenie liczby pasażerów transportu publicznego oraz ułatwienie im dostępu do centrum[4].

## Zasady korzystania
Parkingi są publiczne i niestrzeżone. Obiekty, jeśli zarządca nie zdecydował inaczej, są czynne 7 dni w tygodniu od godz. 4:30 do godz. 2:30 z wyjątkiem dni ustawowo wolnych od pracy. Przez pozostałą część doby ma miejsce nocna przerwa konserwacyjna.
Jednorazowa opłata za wynajem miejsca parkingowego jest uiszczana przy wyjeździe z obiektu i wynosi 100 zł. Z opłaty tej są zwolnione osoby, które w chwili wyjazdu z parkingu przedstawią ważny bilet ZTM co najmniej dobowy, bilet seniora, bilet dla dzieci z rodzin z trójką dzieci bądź dokument uprawniający do bezpłatnych przejazdów warszawską komunikacją miejską. Pozostawienie pojazdu w godzinach zamknięcia parkingu wiąże się z naliczeniem kary umownej w wysokości 100 zł.

## Parkingi
| Nazwa                                        | Dzielnica                                    | Data uruchomienia                                | Etap                                         | Właściciel                                   | Dofinansowanie UE                            | Liczba miejsc | Liczba miejsc | Liczba miejsc | Przesiadki | Przesiadki | Przesiadki | Przesiadki |                            |
| Nazwa                                        | Dzielnica                                    | Data uruchomienia                                | Etap                                         | Właściciel                                   | Dofinansowanie UE                            |               |               |               | autobus    | tramwaj    | metro      | SKM        |                            |
| -------------------------------------------- | -------------------------------------------- | ------------------------------------------------ | -------------------------------------------- | -------------------------------------------- | -------------------------------------------- | ------------- | ------------- | ------------- | ---------- | ---------- | ---------- | ---------- | -------------------------- |
| P+R Metro Marymont                           | Żoliborz                                     | 11 kwietnia 2007                                 | I                                            | ZTM                                          | Tak                                          | 391           | 4             | 28            | Tak        | Tak        | M1         | Nie        | [ 37 ] [ 4 ] [ 38 ]        |
| P+R Połczyńska                               | Bemowo                                       | 23 maja 2007                                     | I                                            | ZTM                                          | Nie                                          | 488           | 12            | 20            | Tak        | Tak        | Nie        | Nie        | [ 39 ] [ 4 ] [ 38 ]        |
| P+R Metro Wilanowska                         | Mokotów                                      | 2 stycznia 2008                                  | I                                            | ZTM                                          | Tak                                          | 275           | 5             | 30            | Tak        | Tak        | M1         | Nie        | [ 40 ] [ 4 ] [ 38 ]        |
| P+R Metro Młociny                            | Bielany                                      | 25 października 2008                             | I                                            | ZTM                                          | Tak                                          | 986           | 24            | 86            | Tak        | Tak        | M1         | Nie        | [ 41 ] [ 4 ] [ 38 ]        |
| P+R Metro Stokłosy                           | Ursynów                                      | 5 stycznia 2009 1 kwietnia 2015 (po przebudowie) | II                                           | ZTM                                          | Tak                                          | 387           | 6             | 20            | Tak        | Nie        | M1         | Nie        | [ 8 ] [ 4 ] [ 38 ]         |
| P+R Anin SKM                                 | Wawer                                        | 16 listopada 2009                                | II                                           | ZTM                                          | Tak                                          | 80            | 3             | 100           | Tak        | Nie        | Nie        | S1         | [ 42 ] [ 4 ] [ 38 ]        |
| P+R Metro Ursynów                            | Ursynów                                      | 11 grudnia 2009                                  | II                                           | ZTM                                          | Tak                                          | 159           | 7             | 100           | Tak        | Nie        | M1         | Nie        | [ 43 ] [ 4 ] [ 38 ]        |
| P+R Metro Młociny II                         | Bielany                                      | 5 października 2010                              | I                                            | ZTM                                          | Tak                                          | 72            | 0             | 0             | Tak        | Tak        | M1         | Nie        | [ 44 ] [ 4 ] [ 38 ]        |
| P+R Aleja Krakowska                          | Włochy                                       | 28 sierpnia 2011                                 | II                                           | ZTM                                          | Tak                                          | 404           | 11            | 100           | Tak        | Tak        | Nie        | Nie        | [ 45 ] [ 4 ] [ 38 ]        |
| P+R Wawer SKM                                | Wawer                                        | 31 stycznia 2012                                 | II                                           | ZTM                                          | Tak                                          | 145           | 4             | 144           | Tak        | Nie        | Nie        | S1         | [ 46 ] [ 4 ] [ 38 ]        |
| P+R Ursus Niedźwiadek                        | Ursus                                        | 28 maja 2012                                     | II                                           | ZTM                                          | Tak                                          | 337           | 8             | 24            | Tak        | Nie        | Nie        | S1         | [ 47 ] [ 4 ] [ 38 ]        |
| P+R Metro Wawrzyszew                         | Bielany                                      | 7 stycznia 2014                                  | II                                           | ZTM                                          | Nie                                          | 78            | 2             | 0             | Tak        | Nie        | M1         | Nie        | [ 48 ] [ 4 ] [ 38 ]        |
| P+R Warszawa Stadion                         | Praga-Południe                               | 15 lutego 2015                                   | II                                           | PL.2012+                                     | Nie                                          | 110           | 0             | 0             | Tak        | Tak        | M2         | S1, S2, S9 | [ 49 ] [ 4 ] [ 38 ] [ 16 ] |
| Razem 14 parkingów o łącznej liczbie miejsc: | Razem 14 parkingów o łącznej liczbie miejsc: | Razem 14 parkingów o łącznej liczbie miejsc:     | Razem 14 parkingów o łącznej liczbie miejsc: | Razem 14 parkingów o łącznej liczbie miejsc: | Razem 14 parkingów o łącznej liczbie miejsc: | 4148          | 86            | 652           |            |            |            |            |                            |

## Galeria

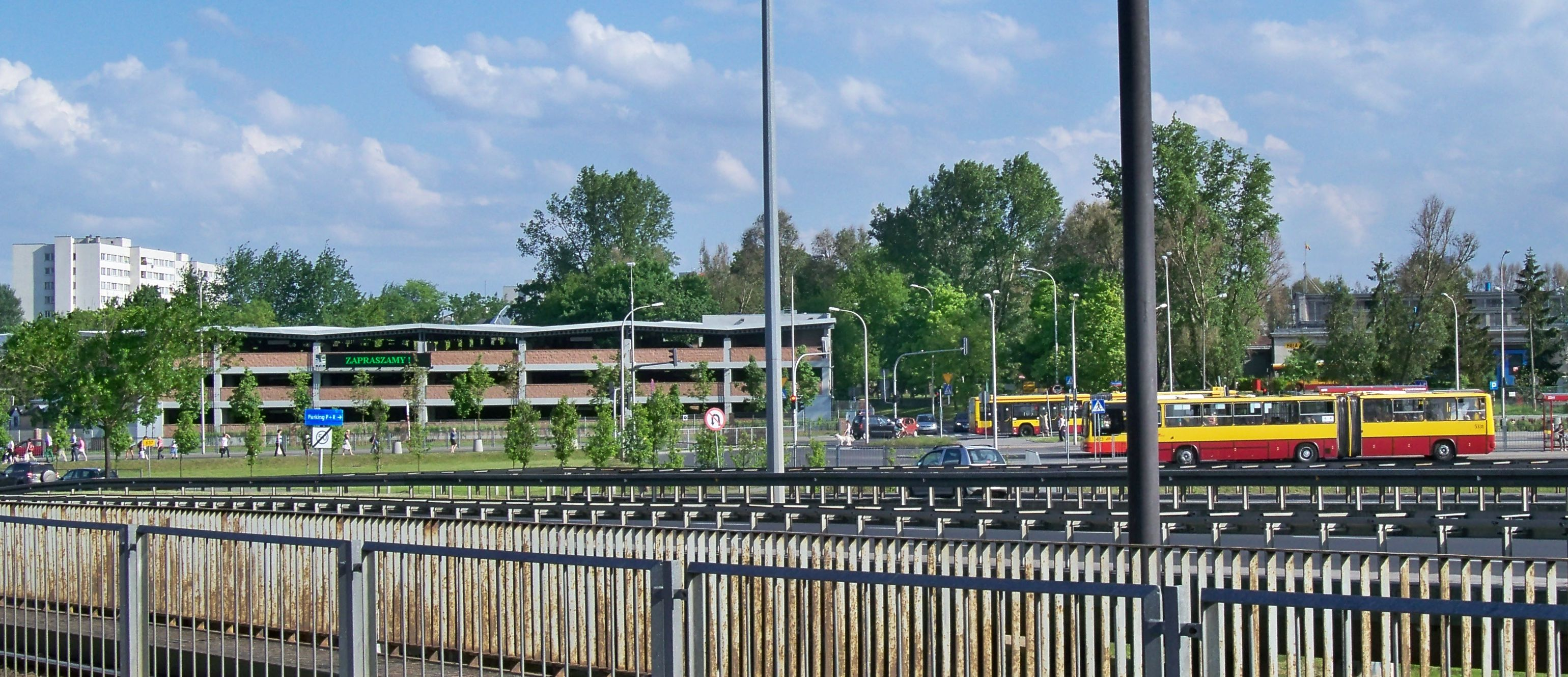
P+R Metro Marymont
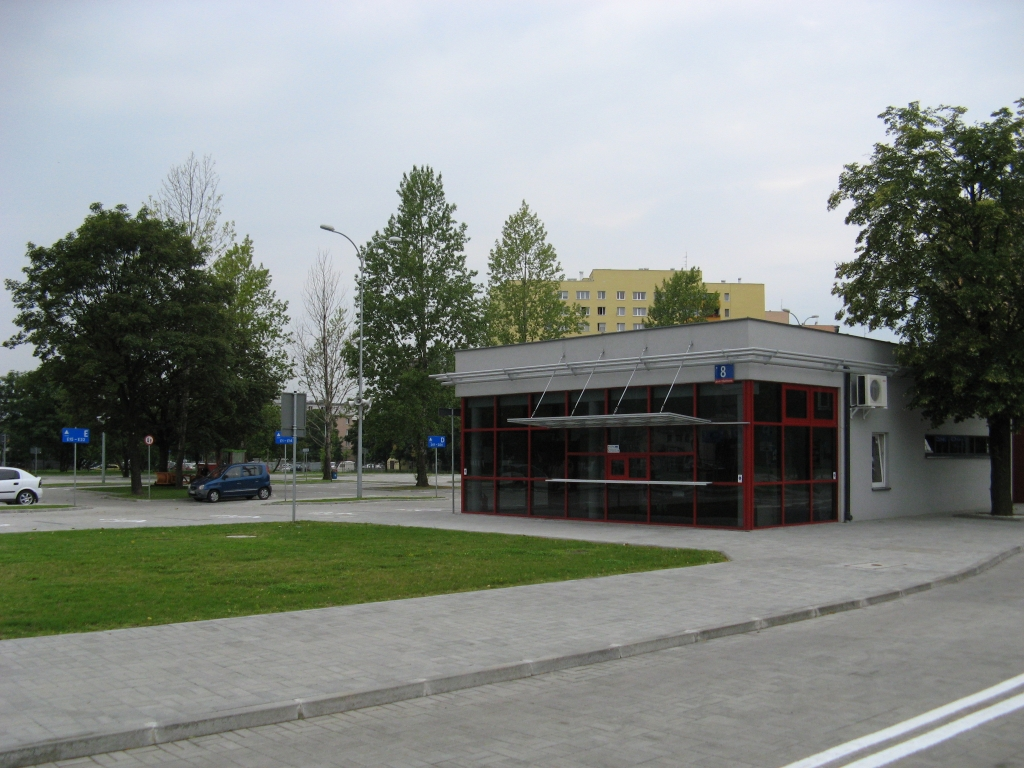
P+R Połczyńska
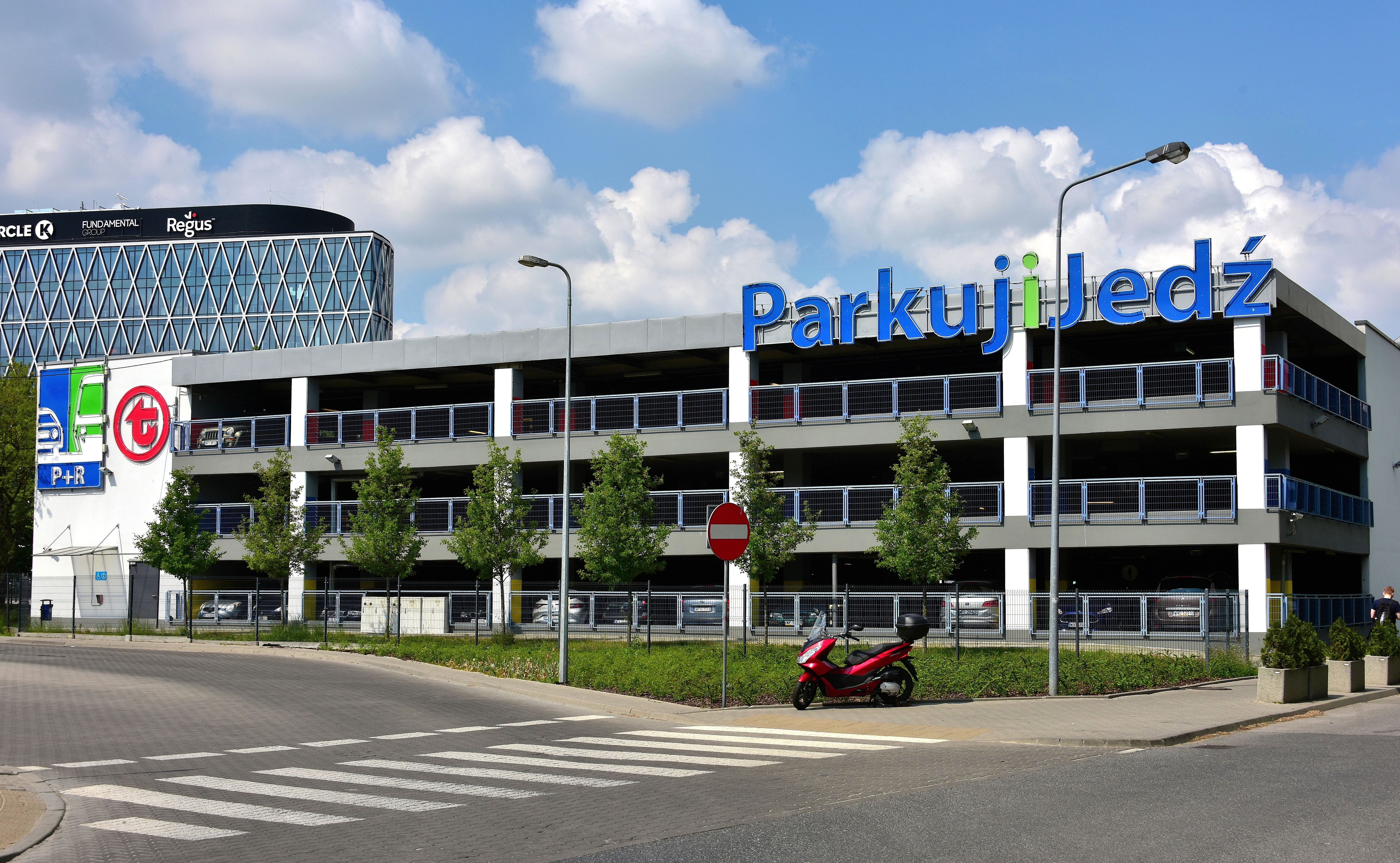
P+R Metro Wilanowska
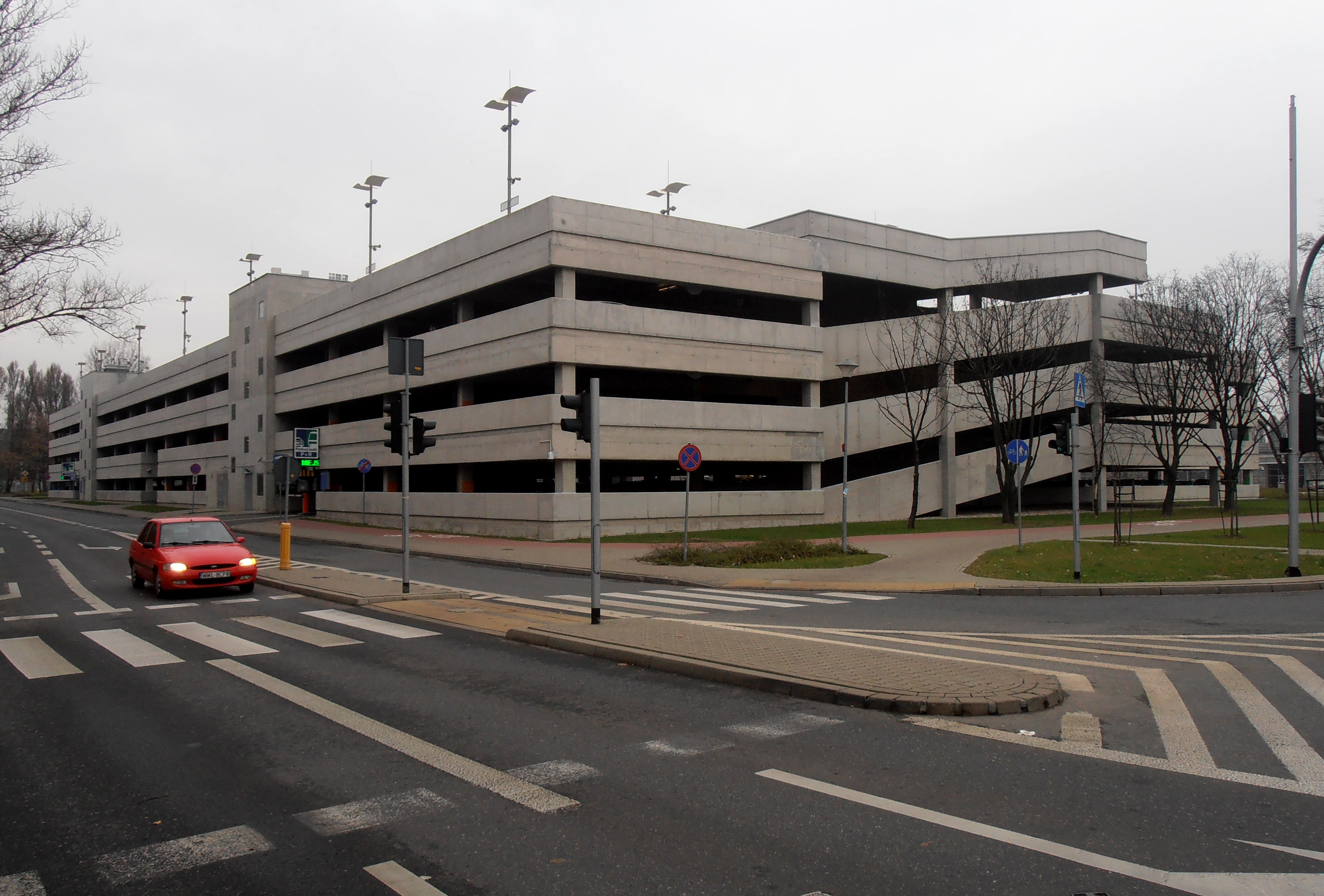
P+R Metro Młociny
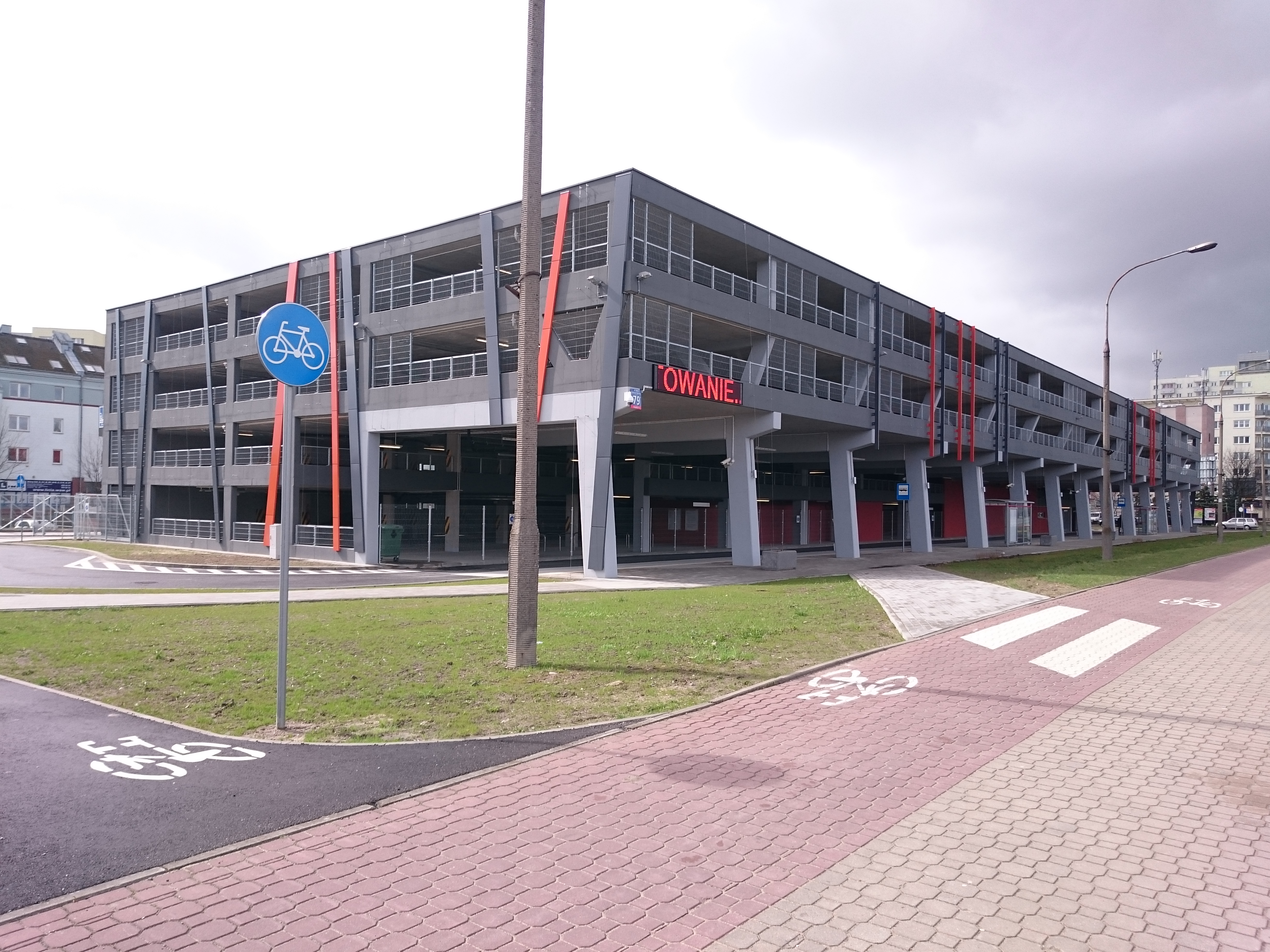
P+R Metro Stokłosy
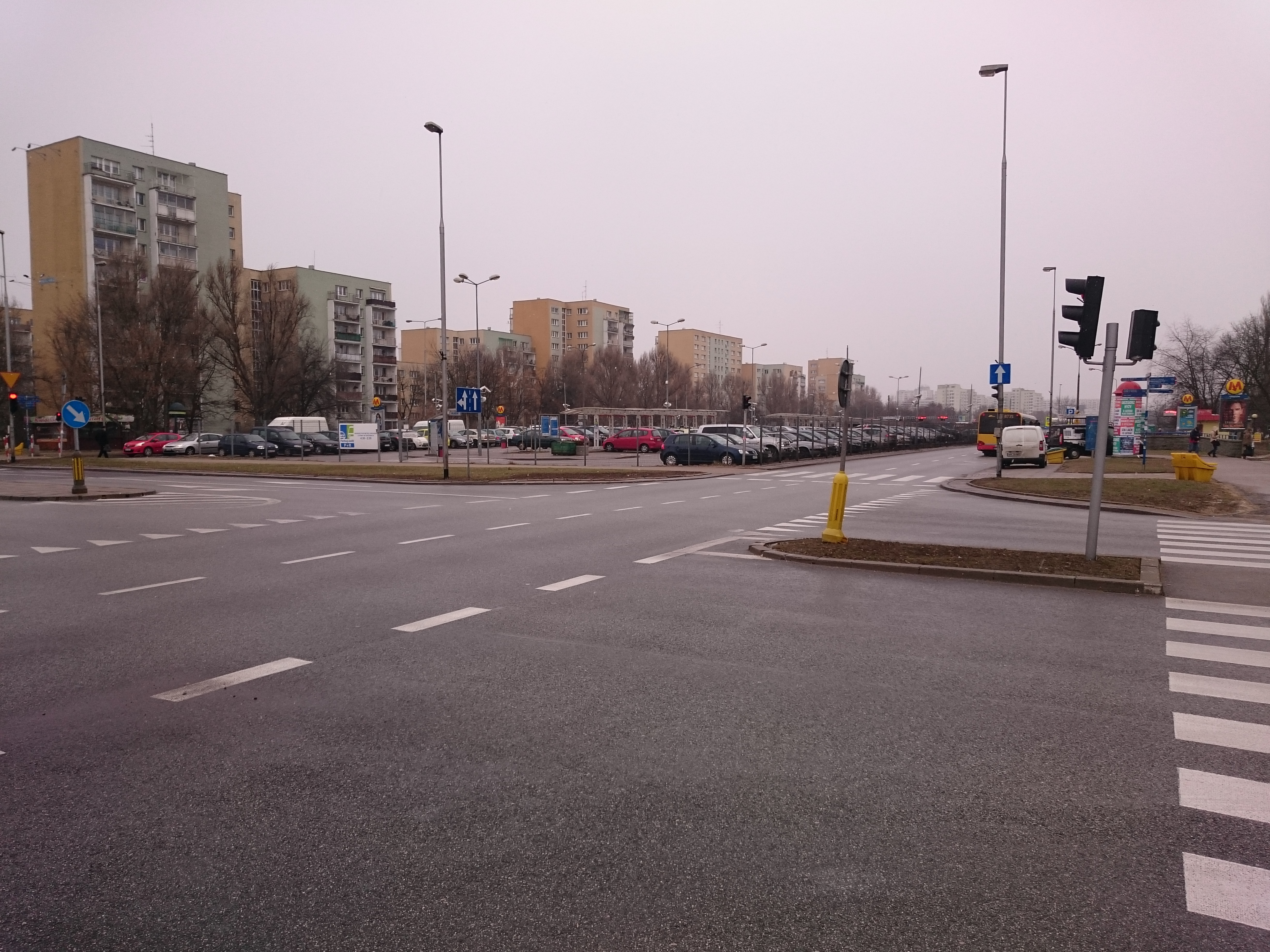
P+R Metro Ursynów
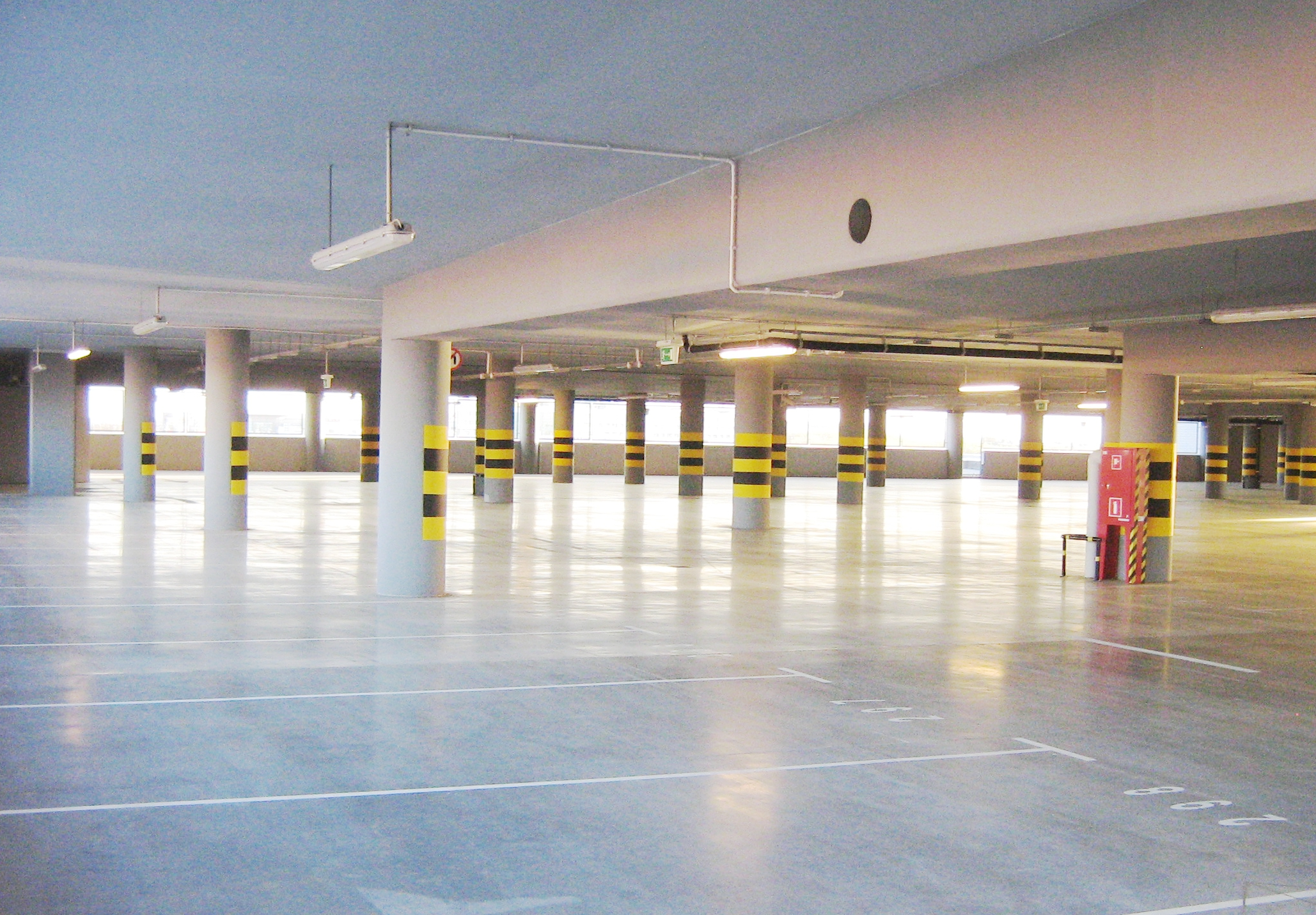
P+R Aleja Krakowska
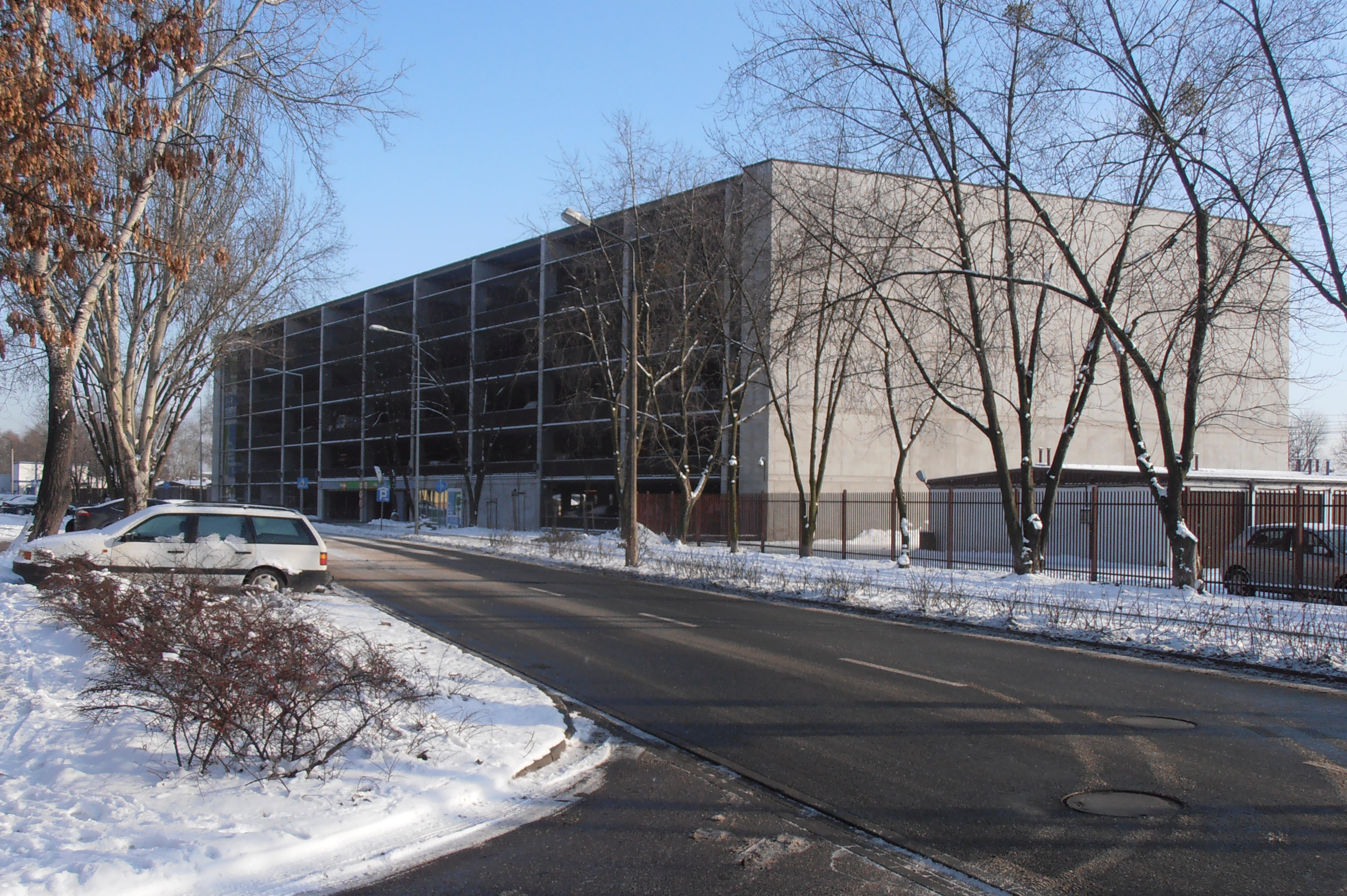
P+R Ursus Niedźwiadek
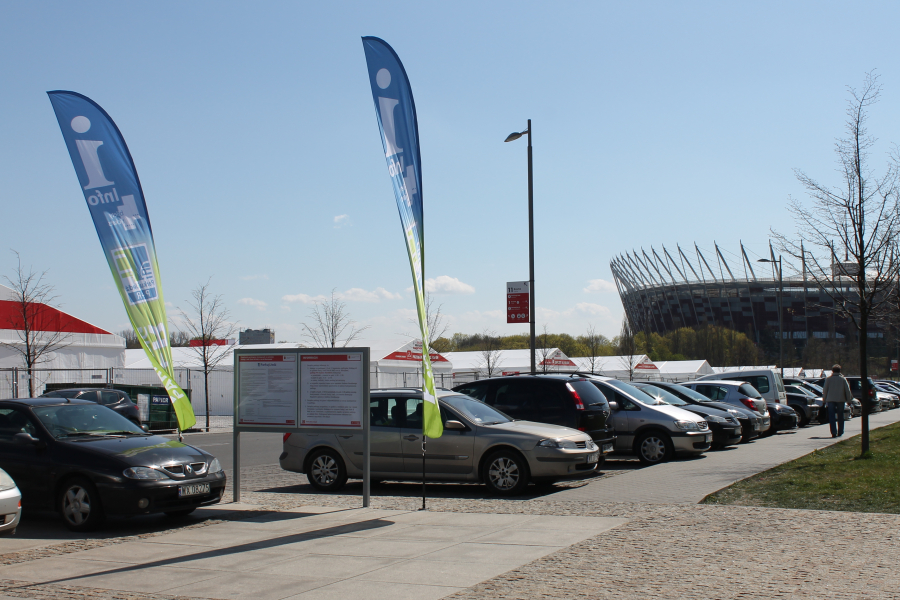
P+R Warszawa Stadion